# Teatro Metropolitan (Città del Messico)
Il Teatro Metropólitan è un teatro di Città del Messico dedicato principalmente: alle opere teatrali, ai concerti, ai musical, e a spettacoli di danza, di livello nazionale e internazionale. È, per esempio, una delle sedi del Festival Internazionale di Jazz di Città del Messico, può contare con degli equipaggiamenti unici che rendono ogni spettacolo una esperienza senza pari.
Inaugurato l'8 settembre 1943 con il nome di "Cine Metropólitan", la sua capienza originaria era di circa di 3900 persone, verso la metà degli anni '50 la capacità venne ridotta per motivi di sicurezza a 3600 posti, e nel 1971 venne ulteriormente ridotta a 3000 posti.
Nel 1985 il cinema venne chiuso al pubblico e nel 1995 iniziò un restauro che portò alla trasformazione del vecchio cinema in teatro. Venne riconsegnato al pubblico il 18 dicembre 1996.
La stazione della metropolitana più vicina  è la stazione Juarez della linea 3, un'altra stazione nelle vicinanze è quella di Hidalgo della linea 2.